# Kostel Nanebevzetí Panny Marie (Charvatce)
Římskokatolický kostel Nanebevzetí Panny Marie v Charvatcích pochází z počátku 13. století. Je vystavěn na románských základech, převážně v gotickém slohu. Do roku 2005 byl farním kostelem, nyní spadá pod římskokatolickou farnost Budyně nad Ohří, slučující dřívější farnosti ze svého okolí.

## Historie
První písemné zmínky o kostele pochází z roku 1352. Založen byl však již v době románské, ze které pochází obdélníková loď. K ní byla ve 14. století (okolo roku 1380) přistavěna gotická západní věž a prostorné východní kněžiště. Další přístavba se odehrála v době baroka, kdy kromě interiérových změn kostelu přibyla sakristie. Dnešní podoby kostel nabyl po regotizující přestavbě Rudolfa Vomáčky z roku 1897. Poslední opravy na něm pak byly prováděny v 90. letech 20. století.

## Stavební podoba

### Exteriér

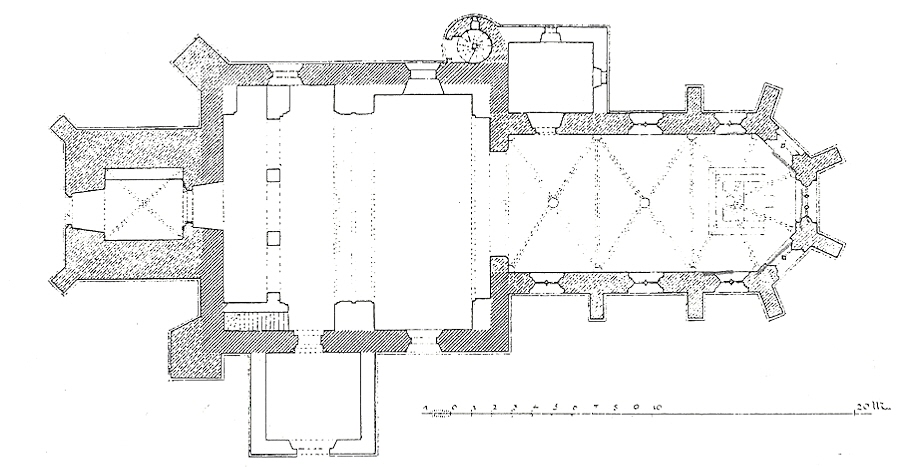
Půdorys kostela

Kostel je vystavěn z pískovcových kvádrů a z větší části omítnut. Je orientován tradičně. Má mírně obdélníkovou loď a presbytář s pětibokým závěrem, ke kterým je ze severní strany připojena sakristie a kulatá věžička se schodištěm na půdu. Na západě je gotická hranolovitá věž se zvonicí a s portálem. Jako hlavní je používán portál z jihu.
Východní část stavby tvoří kněžiště, které je zakončeno pěti stěnami z osmihranu a zvenčí je podpíráno sedmi opěrnými pilíři. Tyto opěráky jsou neomítnuté a jednou odstupňované. Mezi nimi se nachází osm oken s gotickými kružbami. Okna mají vyžlabená ostění, okno v závěru kněžiště je trojdílné, ostatní jsou dvojdílná. V kružbách oken se objevují motivy plaménků, trojlistů, čtyřlistů i pětilistu, vepsané většinou do trojúhelníku nebo uspořádané soustředně. Pod okny probíhá mezi pilíři jednoduchá římsa, kus pod ní ještě římsa podnožní probíhající i přes pilíře.

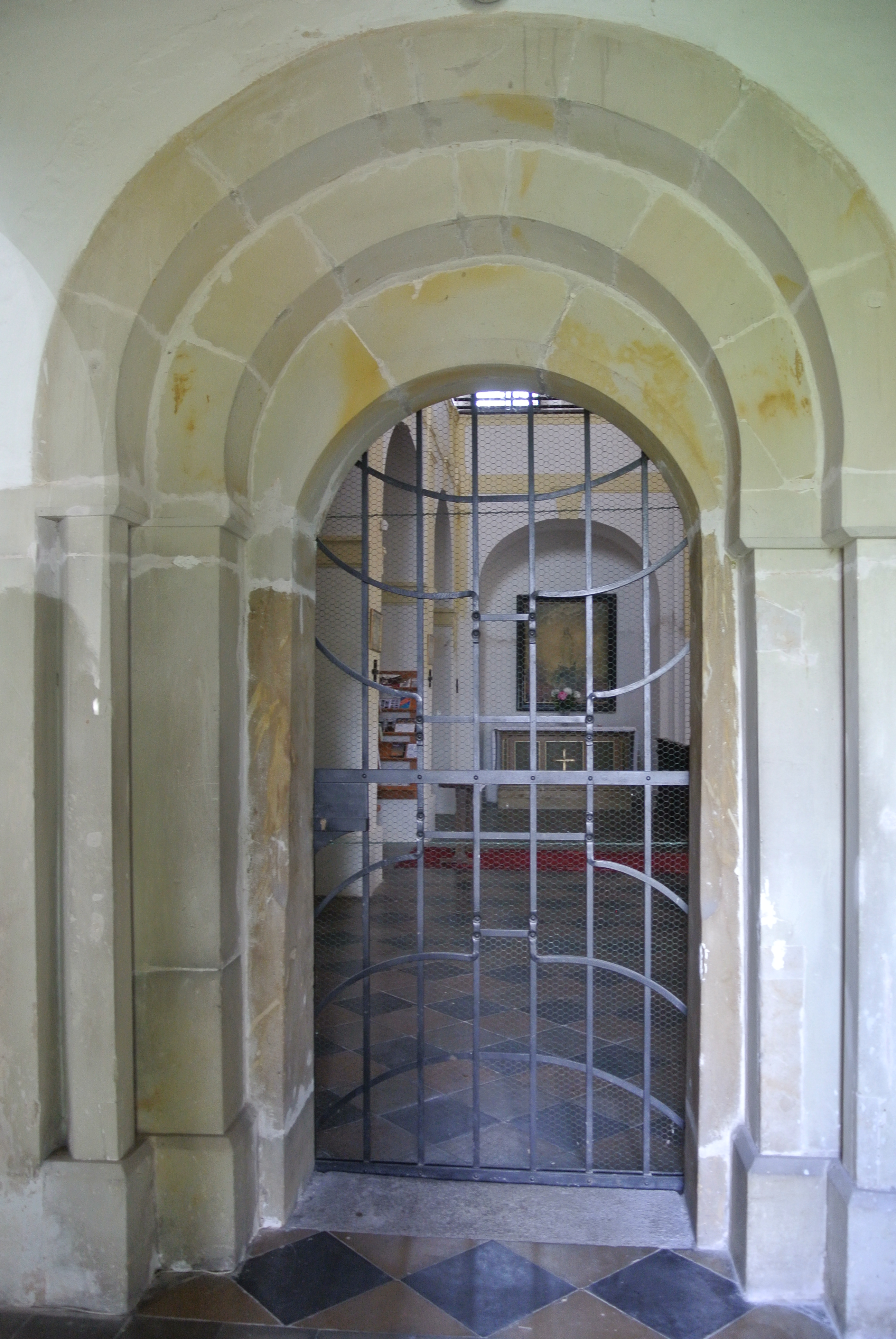
Ústupkový portál

Ze severní strany je ke kněžišti přistavěna čtverhranná sakristie s dvojicí lomených oken s rovným ostěním a zakončených tzv. jeptiškou. Další dvě malá jednoduchá okénka se nacházejí ve druhém patře. K sakristii je ze západní strany přistavěna ještě kulatá vížka, nepřevyšující hlavní loď. Je v ní umístěno schodiště, přístupné zvenčí. Na střeše závěru je malá šestihranná věžička. V jižní stěně, zrcadlově k sakristii, je pod jedním z oken umístěn sedlový portál s dvojím křížením profilů v rozích.
Románská loď je téměř čtvercového půdorysu a lehce převyšuje kněžiště. Na obou jejích stranách jsou dvě okna bez kružeb. Z jihu je k ní přistavěna čtvercová předsíňka se sedlovou stříškou, ve které se skrývá obloukový ústupkový portál využívaný ke vstupu do kostela. Ústupky tvoří dva hranolovité pilíře s jednoduchými krychlovými hlavicemi a patkami, které jsou na hranách zaobleny. Vedle předsíňky stojí mohutný opěrák s příčnou římsou a dvěma pilířky na ní.
Západní věž je na čtvercovém půdoryse, zastřešena šestibokou jehlancovou střechou. Fasáda není omítnutá a je dělena dvěma příčnými římsami na tři patra. V jejím nejvyšším patře se nacházejí jednoduchá obloukovitá okna, ve zbylých spodních patrech na ose pod sebou několik menších buď obloukových, lomených nebo čtverhranných. Na západní průčelní fasádě je obloukový portál s prostě seříznutou přední hranou a několika kamenickými značkami.

### Interiér

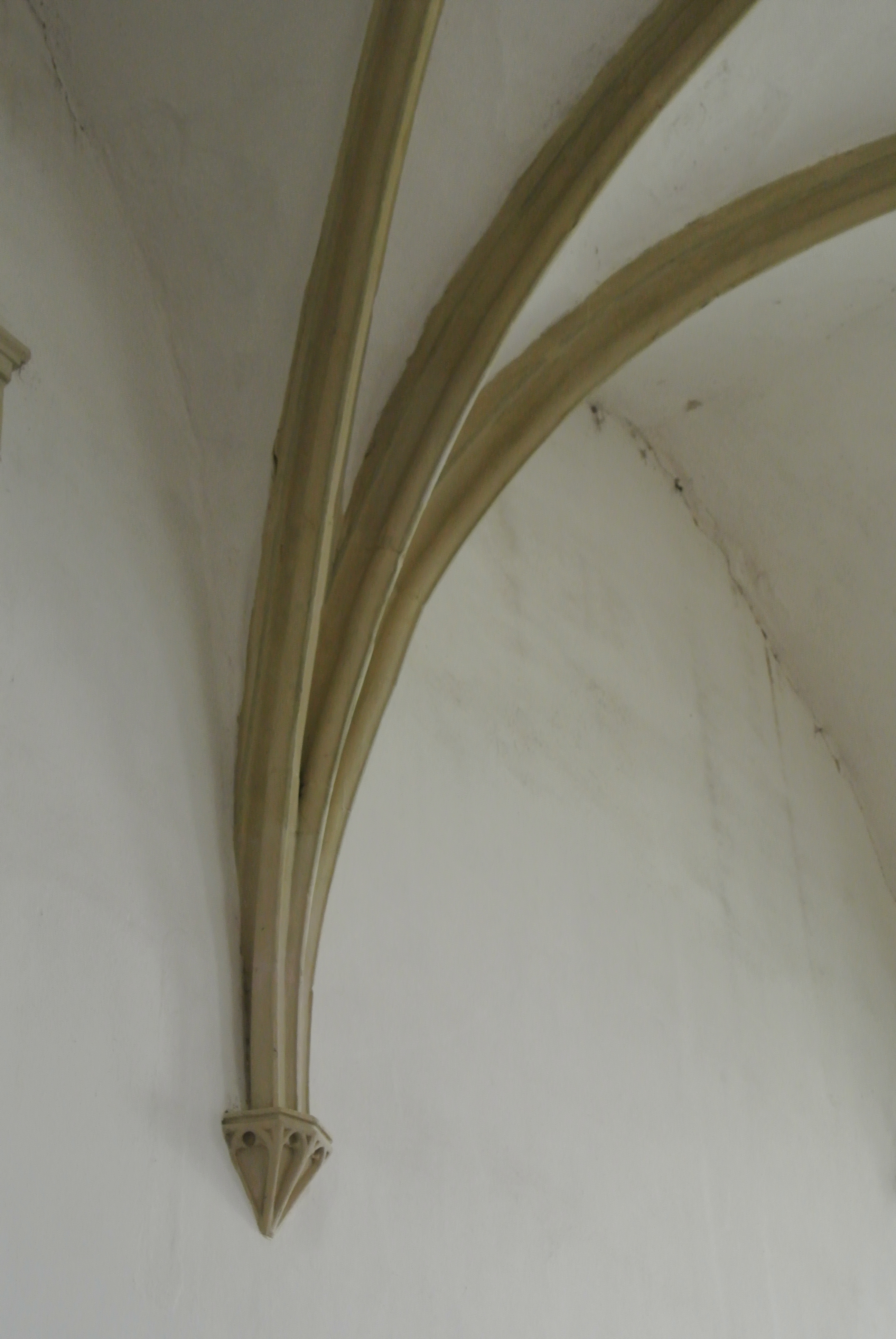
Detail jehlancové konzoly

Kněžiště kostela je zaklenuté dvěma poli žebrové křížové klenby a pětiboký závěr paprsčitě. Žebra mají hruškovitý profil. Na stropě se stýkají v kulatých svornících zdobených zvířecími reliéfy. Na stěny nasedají vysoko na jehlancových konzolách, které jsou zdobeny drobnými kružbami. Okna mezi nimi jsou rámována žlábkovým pískovcovým ostěním a zdobena střídmě kolorovanými vitrážemi. Stěny jsou bíle omítnuté. 
V přední části kněžiště je umístěn kamenný oltář, kazatelna a vchod do sakristie, zadní část je oddělena pískovcovým zábradlím s čtyřlistými kružbami. V zadní části se nachází sanktuárium a náhrobní deska. Od lodi je kněžiště odděleno barokním triumfálním obloukem. 

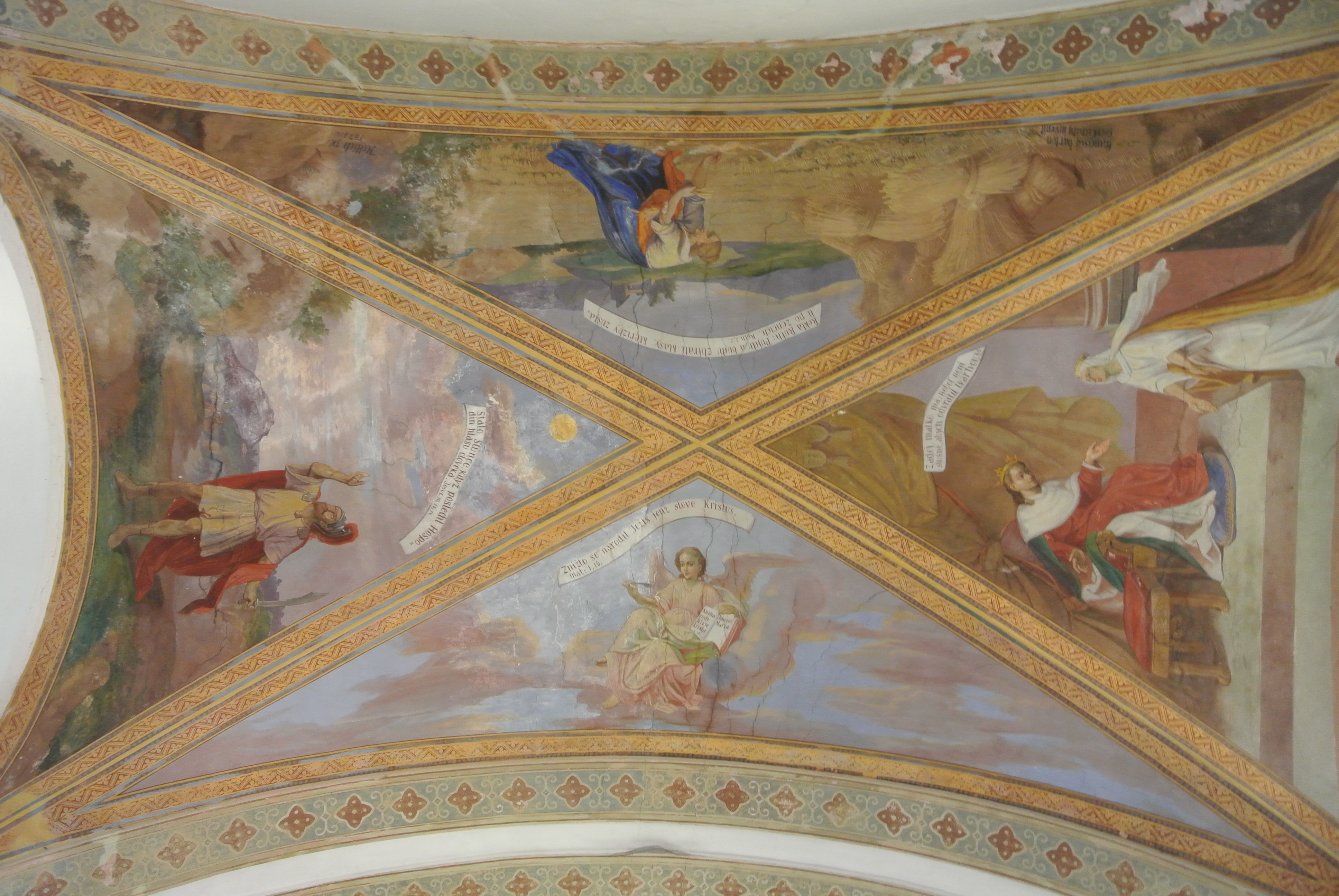
Malovaná klenba v lodi

Interiér lodi je výsledkem barokní přestavby, z původního románského kostela se dochovalo pouze obvodové zdivo. Zadní část lodi zaujímá tribuna se třemi arkádami. Na ní jsou umístěny varhany a celou stěnu pokrývá malba vyobrazující anděly okolo gotického oltáře o třech lomených obloucích zdobených kružbou a fiálami. Tribuna je podklenuta. Její čelní strana je dělena naznačenými žlutými pilastry s jednoduchou hlavicí a v obloucích zdobena štukovými klenáky. Na arkádu plynně navazují další 4 žluté pilastry po obou bočních stěnách lodi. Ty jsou zakončené akantovými hlavicemi, na které nasedají malované pasy vynášející křížovou klenbu. Klenba samotná je celá pomalovaná výjevy ze Starého Zákona od Josefa Hellicha z r. 1871.
Pod tribunou do lodi ústí vchodová čtvercová předsíňka, která je zaklenutá jedním polem křížové klenby s žebry hruškovitého profilu. Žebra se u stropu stýkají v kulatém svorníku a na stěnu nasedají na jehlancových konzolách.

## Zařízení

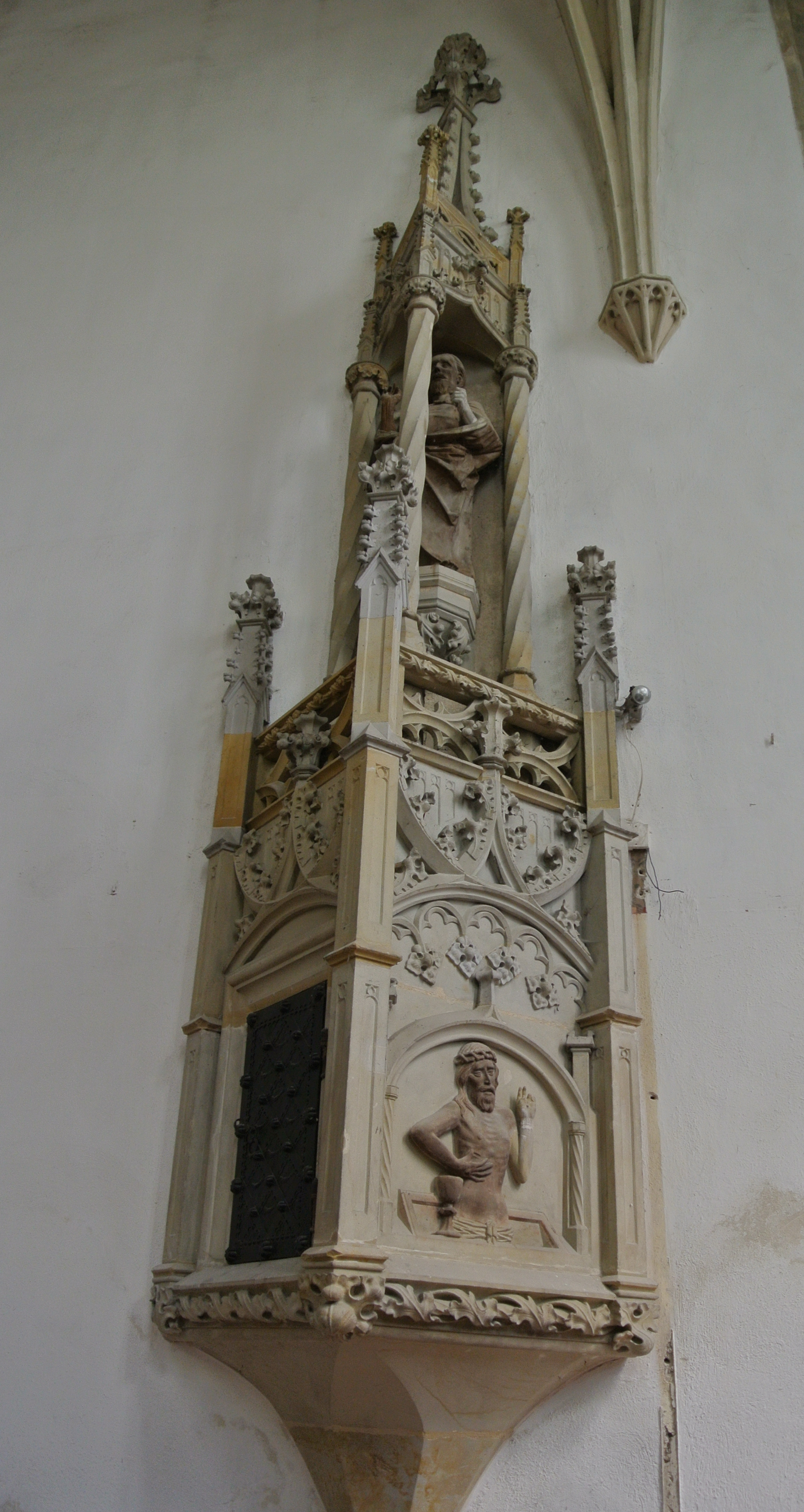
Sanktuárium

V kněžišti kostela se nachází gotické věžovité sanktuárium. Vystupuje diagonálně ze zdi na půdorysu poloviny čtverce. Patka je zdobená reliéfem bičování Páně, samotná schránka je vymezena hranolovitými pilířky s fiálami a zdobena vegetabilním dekorem. Ve vrchní části je baldachýn s tordovanými sloupky opět zakončenými fiálami. Celek je vyhotoven z pískovce a je datován z druhé poloviny 15. století.
Pískovcová kazatelna pochází z 16. století a je vytvořena v renesančním stylu. Řečniště je čtvercového půdorysu a vyneseno točeným sloupkem. Jeho stěny jsou zdobeny částečně pozlacenými reliéfy svatých. V pravém rohu lodi před oltářem se nachází válcová kamenná křtitelnice, která je zdobena čtyřmi kartušemi.
Po obou stranách od triumfálního oblouku jsou vystavěny opukové sochy svaté Kateřiny a svaté Doroty vyhotovené ve 14. století. V kněžišti je umístěna kolorovaná socha Madony s Ježíškem ze druhé poloviny 15. století.
Naproti sanktuáriu je ve zdi kněžiště osazen pískovcový náhrobek Viléma z Ilburka, příbuzného mocného šlechtického rodu Zajíců, který vlastnil místní panství v letech 1438–1490. Je zdoben reliéfem rytíře v brnění s okřídlenou přilbou, mečem v pravici a nápisovou páskou v levici. Horní pás náhrobku je tvořen slepými čtyřlistými kružbami proloženými dvěma erby (na španělských štítech), ilburským a zajícovským.

## Okolí kostela
Před kostelem se nachází pozdně barokní fara a menší šestiboká kaple svaté Anny ze druhé poloviny 18. století. Za kostelem jsou pozdně gotická boží muka z 16. století.

## Fotogalerie

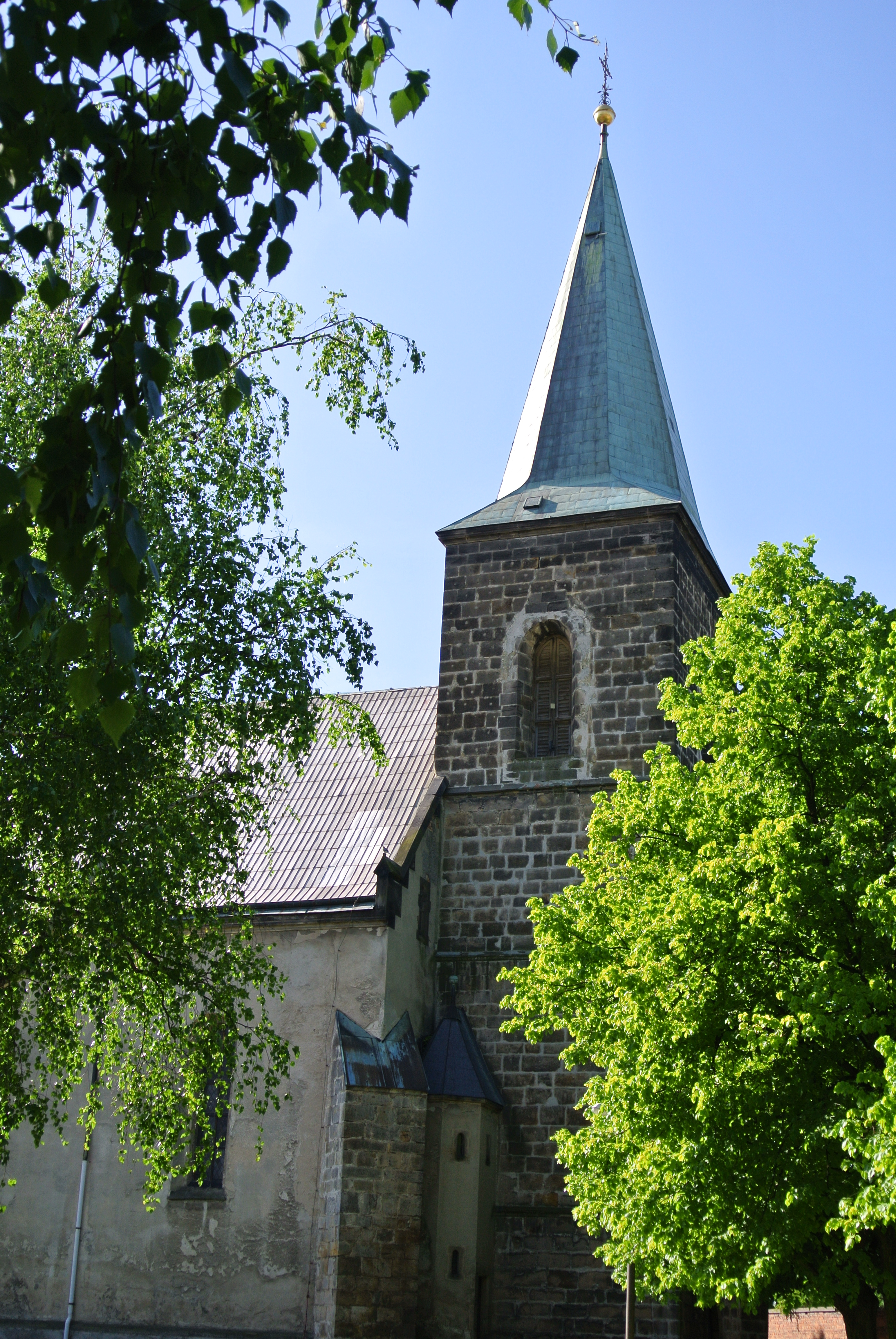
Pohled na kostel
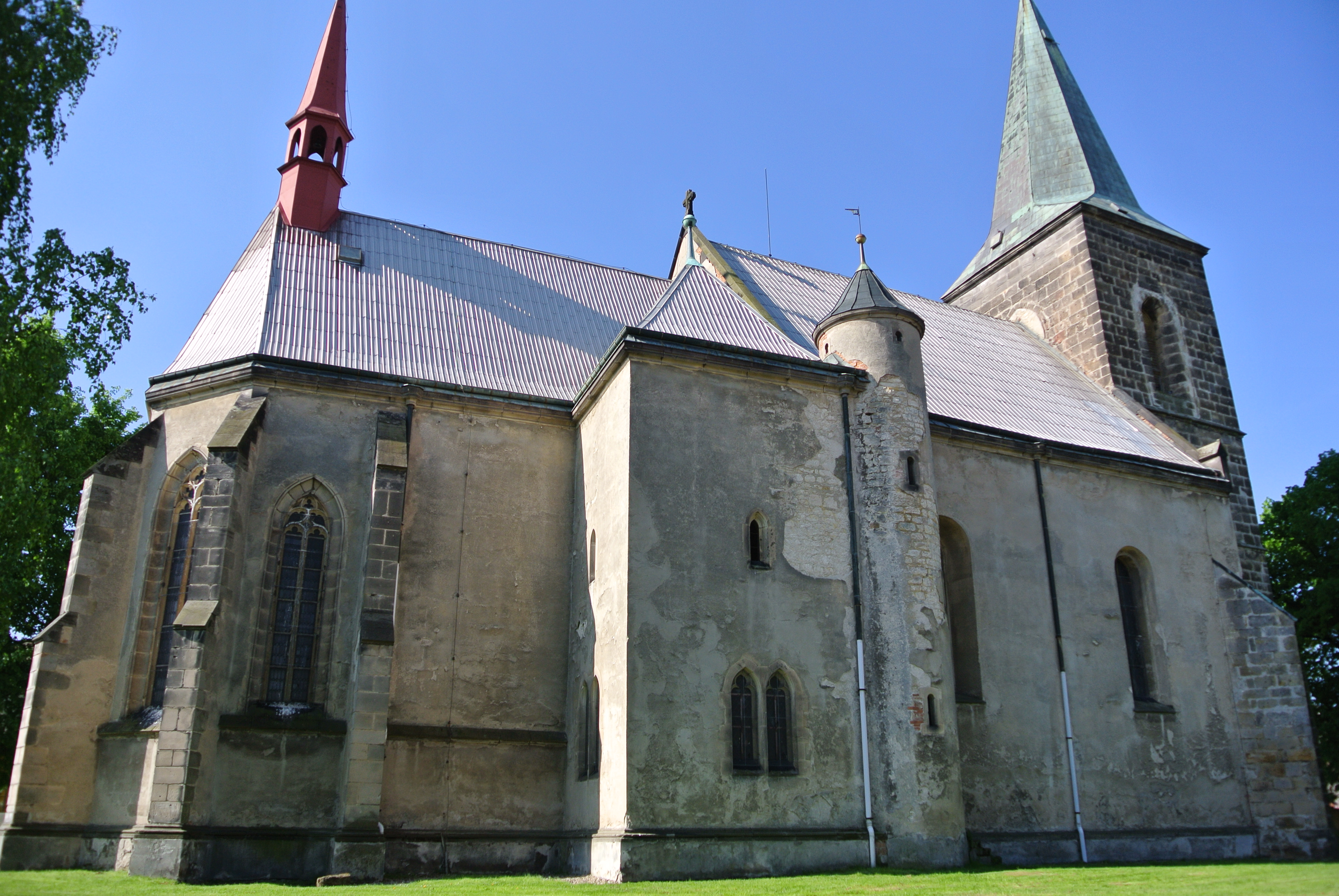
Severní pohled
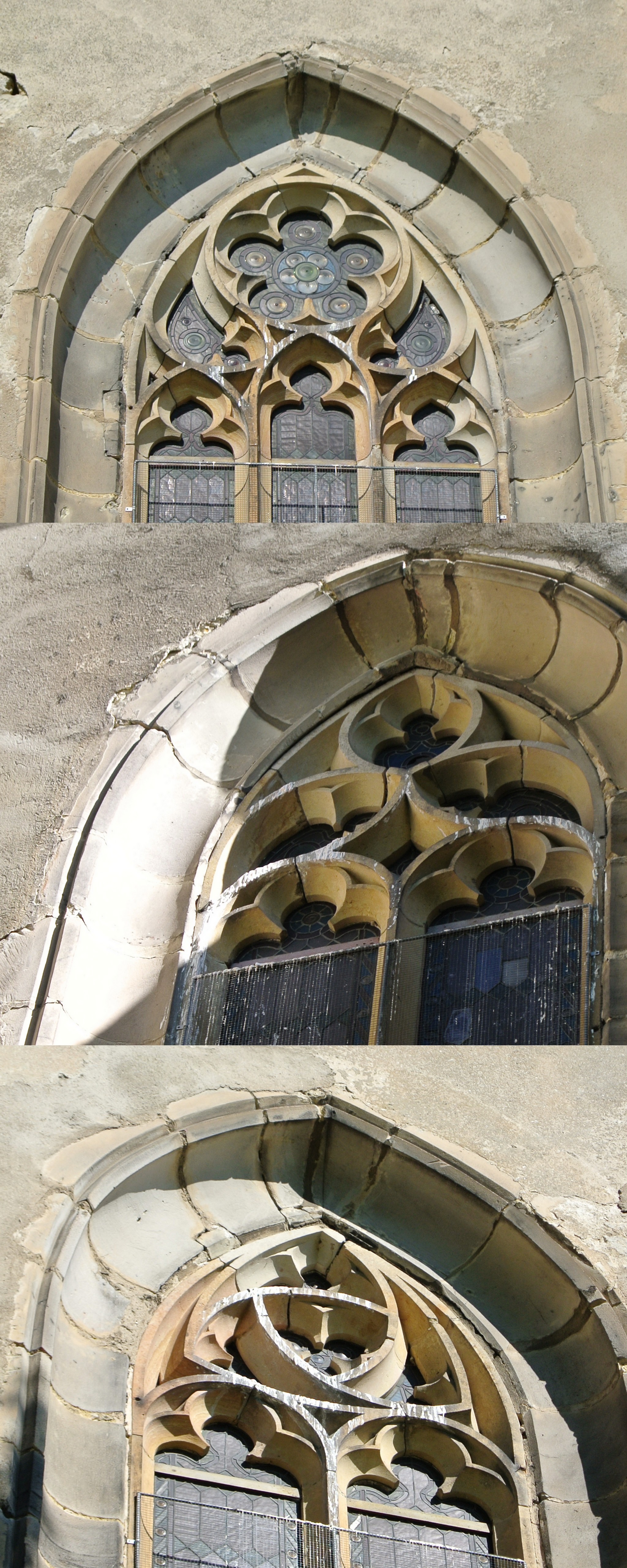
Detaily okenních kružeb
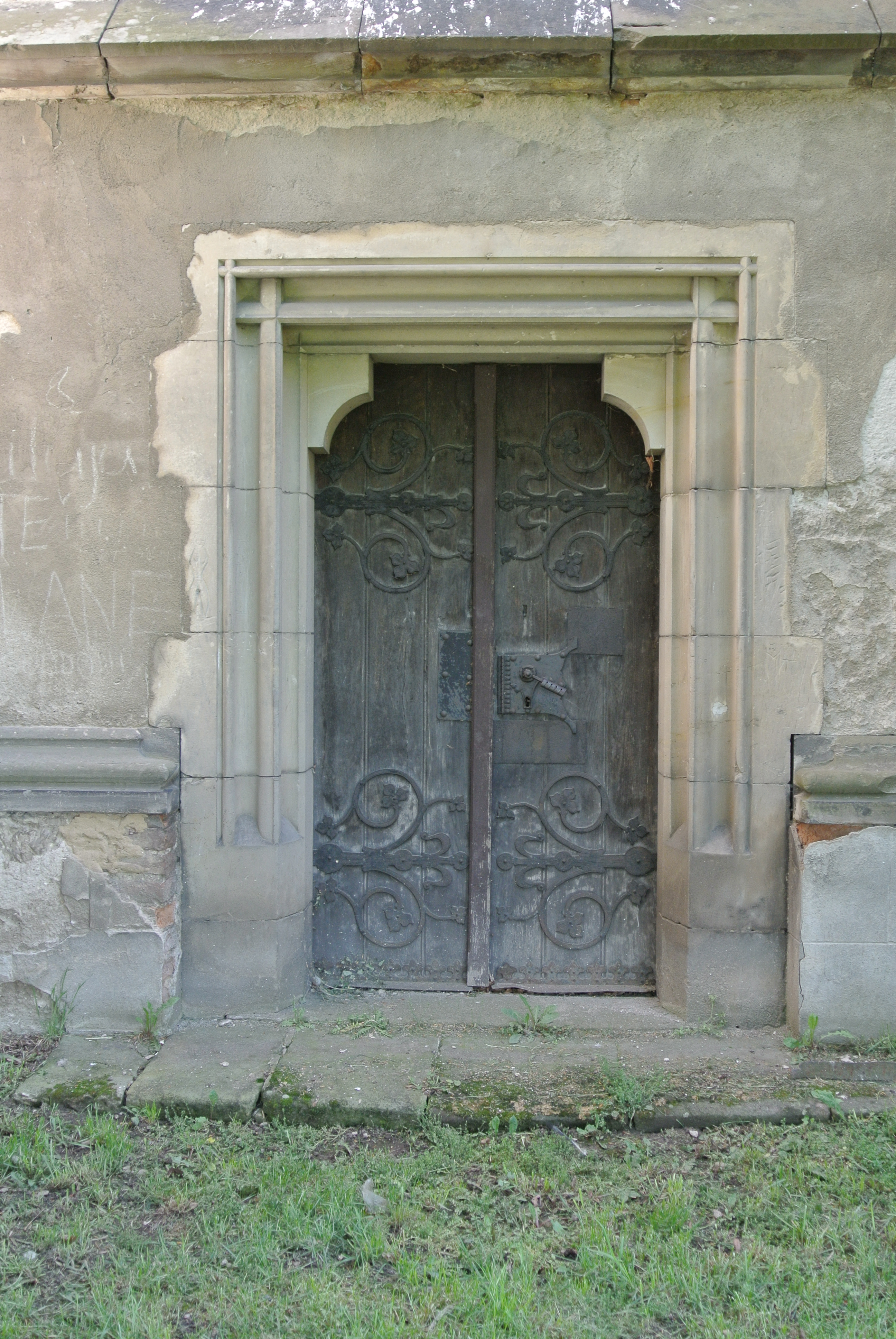
Portál s přetnutými pruty
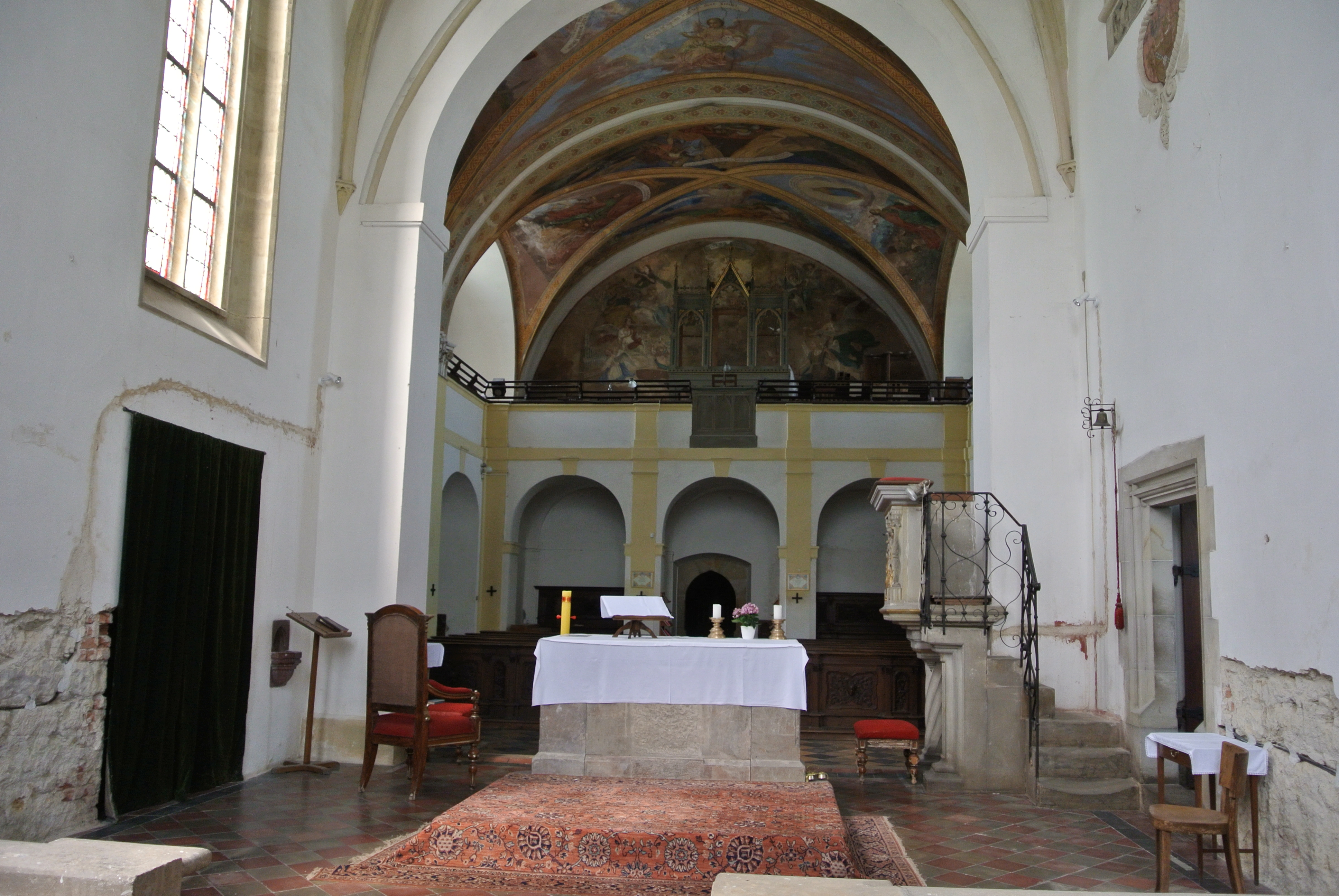
Pohled do kostela
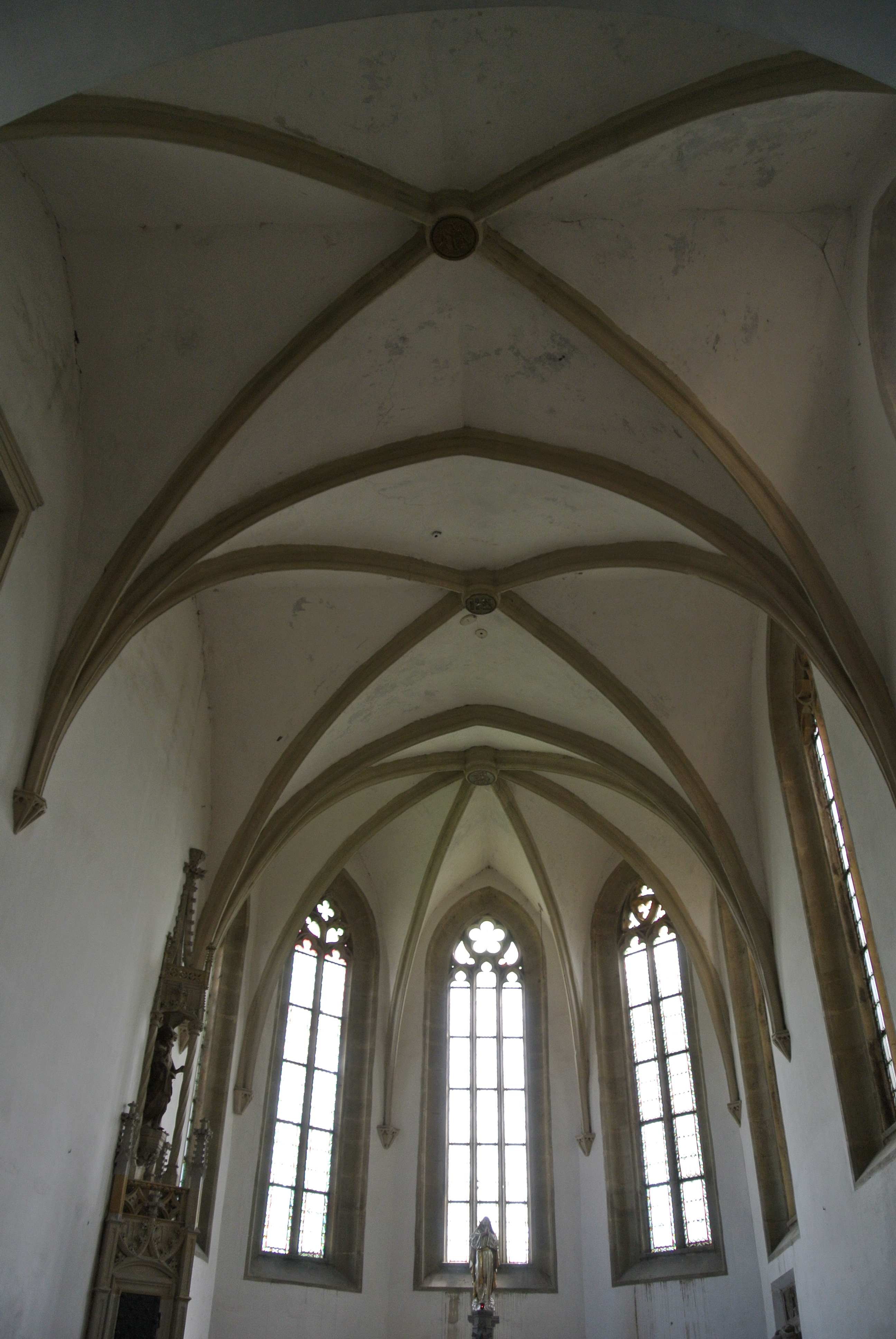
Žebrová klenba
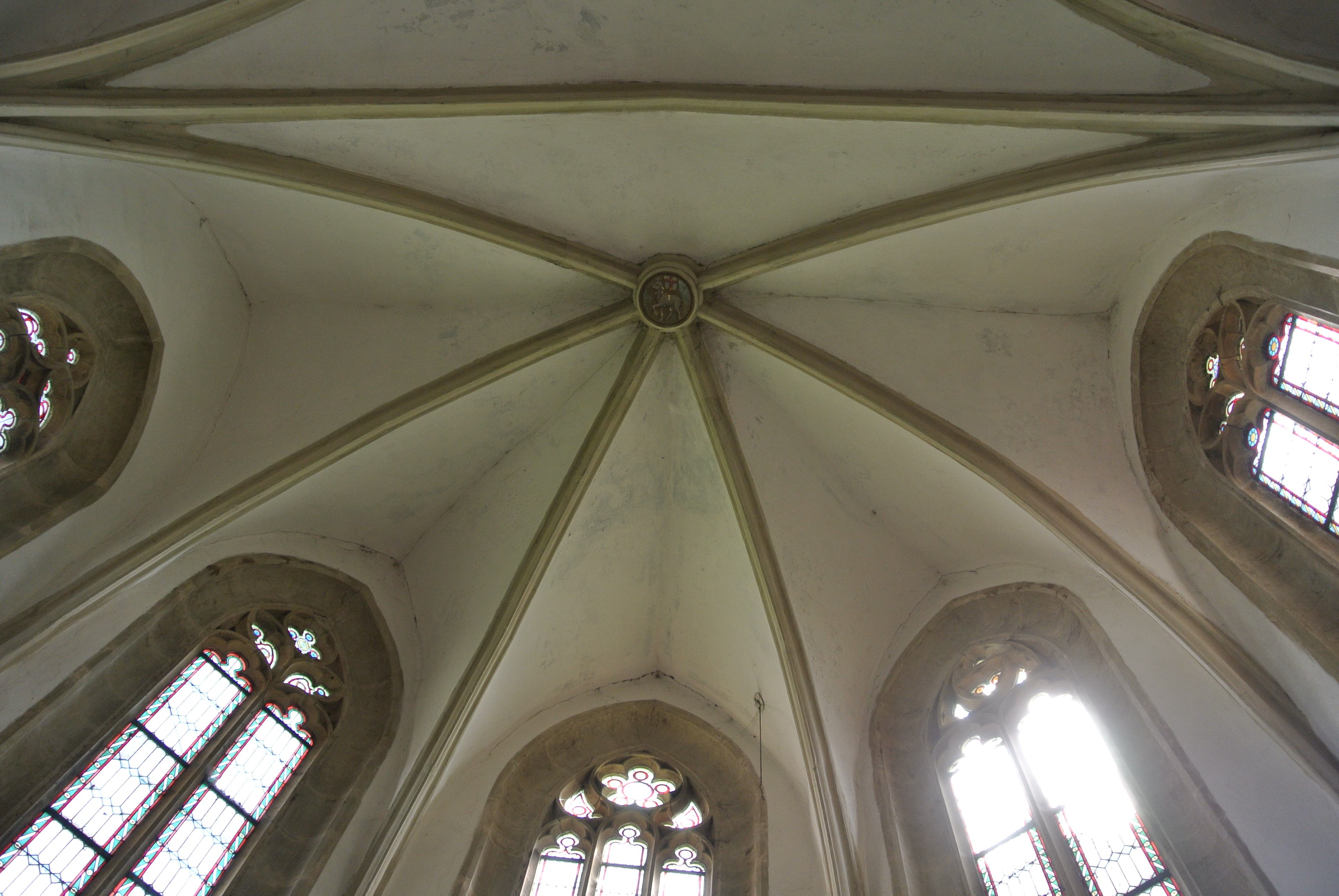
Paprsčitý závěr
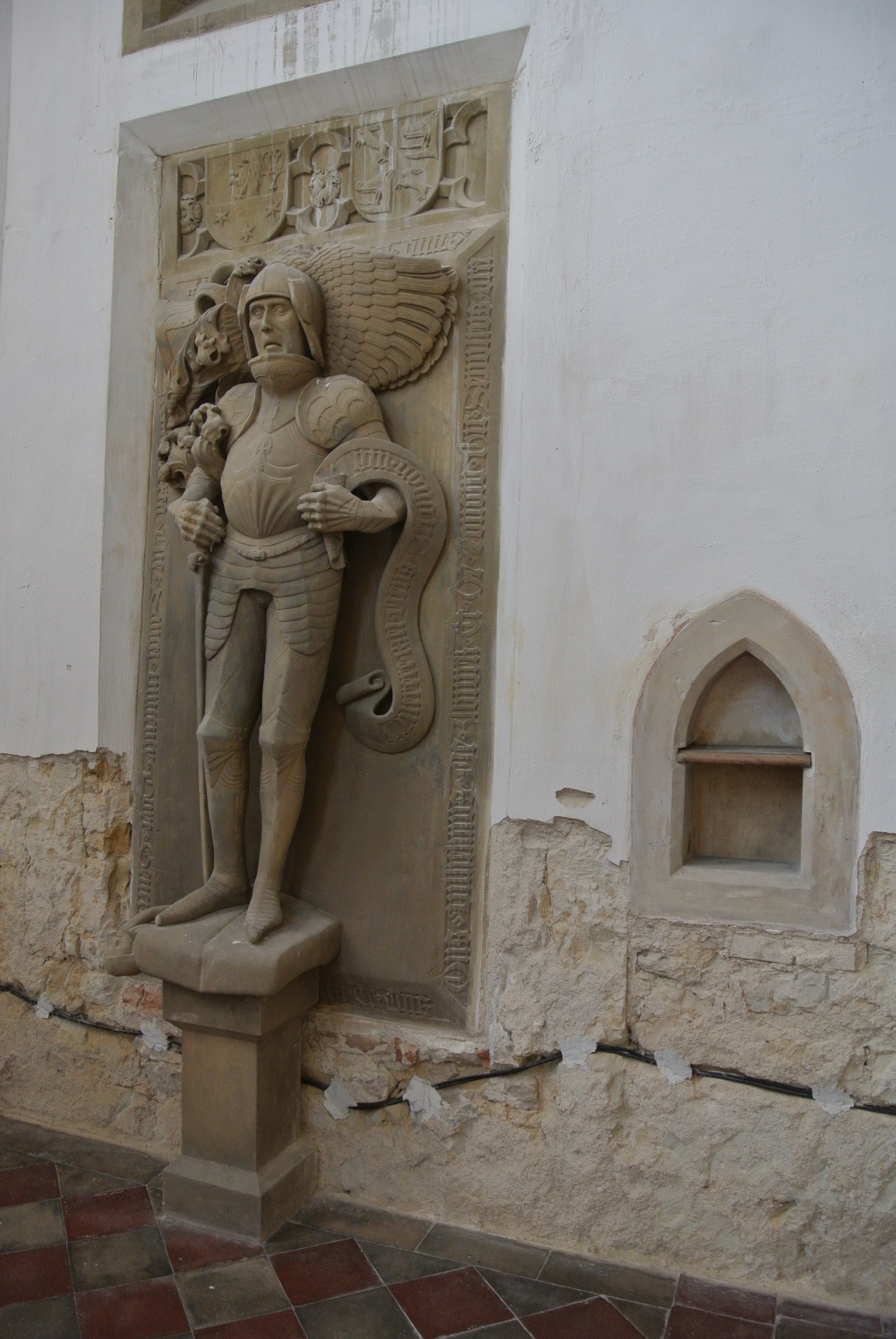
Náhrobek Viléma z Ilburka
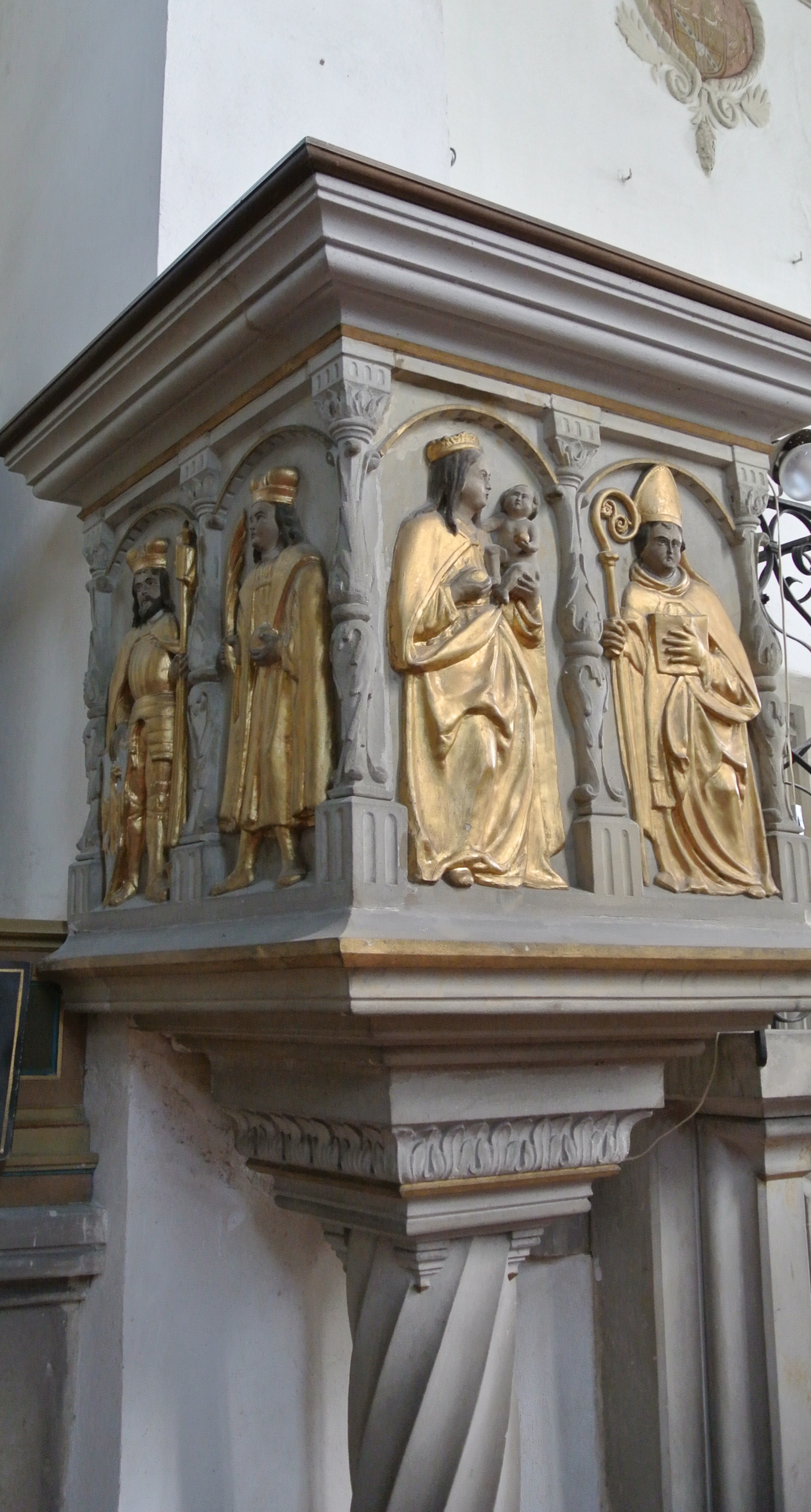
Kazatelna s tordovaným dříkem
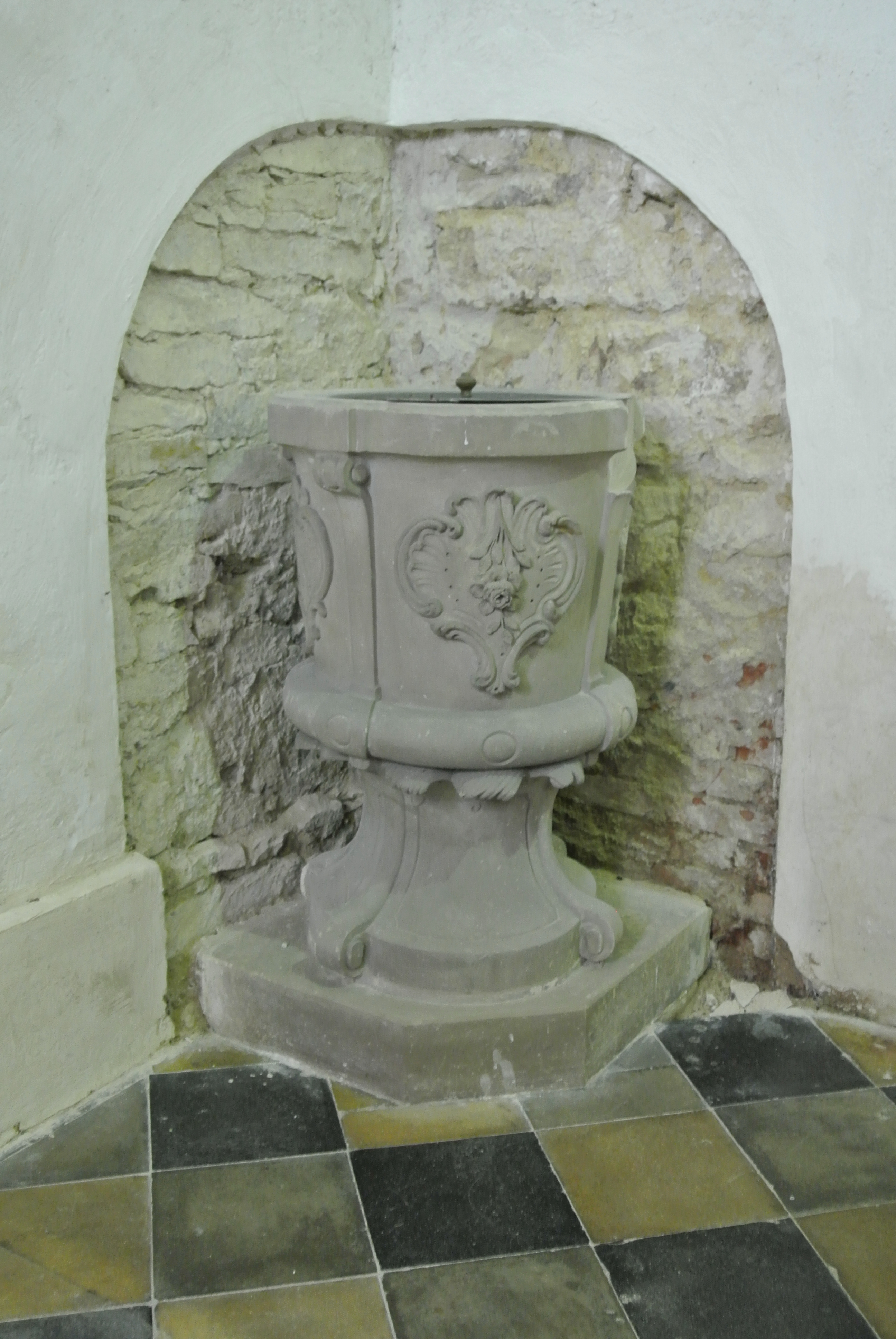
Křtitelnice